# یان میکلسن

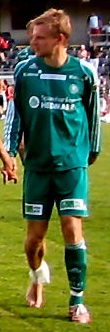
یان میکلسن - ۲۰۰۷

یان میکلسن (انگلیسی: Jan Michaelsen؛ زادهٔ ۲۸ نوامبر ۱۹۷۰) بازیکن سابق و مربی کنونی فوتبال اهل دانمارک است. که در حال حاضر سرمربی تیم ملی فوتبال زیر-۱۷ سال بلژیک است. از باشگاه‌هایی که در آن بازی کرده‌است می‌توان به پاناتینایکوس اشاره کرد.
وی همچنین سابقه‌ی بازی در تیم ملی فوتبال دانمارک را دارد، و عضو این تیم در جام جهانی فوتبال ۲۰۰۲ بوده است.